# Masayoshi Takayanagi
Masayoshi Takayanagi (japanisch 高柳 昌賢 Takayanagi Masayoshi; * 11. Juli 1994 in Ulsan) ist ein japanischer Fußballspieler.

## Karriere
Seinen ersten Vertrag unterschrieb er 2015 bei Gainare Tottori. Der Verein spielte in der dritthöchsten Liga des Landes, der J3 League. Für den Verein absolvierte er fünf Ligaspiele. 2017 wechselte er zu Vonds Ichihara. 2018 wechselte er zum Drittligisten FC Ryūkyū. Für den Verein absolvierte er drei Ligaspiele. 2019 wechselte er zu Okinawa SV.